# Romagnano Sesia
Romagnano Sesia (piemontiul: Romagnan) település Olaszországban, Piemont régióban, Novara megyében. Lakosainak száma 3680 fő (2023. január 1.). Romagnano Sesia Cavallirio, Gattinara, Ghemme, Prato Sesia, Serravalle Sesia és Fontaneto d’Agogna községekkel határos.

## Népesség
A település lakossága az elmúlt években az alábbi módon változott:
| Lakosok száma | 3944 | 3889 | 3680 |
|               | 2017 | 2018 | 2023 |